# Румынский усач
Румынский усач или дунайско-днестровский усач (лат. Barbus petenyi) — вид лучепёрых рыб из рода барбусов семейства карповых. Является пресноводной донно-пелагической рыбой. Научное описание вида впервые дано Иоганном Геккелем в 1852 году.

## Описание
Достигает по меньшей мере 25 сантиметров длины. Barbus petenyi отличается от других видов рода Barbus и Luciobarbus Балканского полуострова и бассейна Дуная простым спинным слабым плавником, не зазубренным сзади и сегментированным по всей длине; толстая нижняя губа с подвесной средней долей, толстые, обычно 9—11 рядов чешуи между боковой линией и спинным плавником; и 8—10 рядов между боковыми и тазовым плавниками; верхняя часть головы плоская с мелкими чёрными точками; парные плавники без пятен, тело покрыто тёмными точками и пятнами, хвостовой плавник с удлиненными пятнами, больше, чем диаметр зрачка.

## Ареал
Распространён в бассейне Дуная таких стран как Болгария и Румыния; также в бассейне болгарской реки Камчия, впадающей в Чёрное море.

## Образ жизни
Обитает в верхних и средних участках ручьев и малых рек с быстрым течением и прозрачной водой, насыщенной кислородом.

## Статус
Ожидается постепенное снижение его численности из-за текущего экономического развития региона.